# The Official Stardew Valley Cookbook
«The Official Stardew Valley Cookbook» (англ. Офіційна кулінарна книга Stardew Valley) — кулінарна книга, написана Еріком «ConcernedApe» Бароні з Раяном Новаком і видана Random House Worlds 14 травня 2024 року. У книзі представлені страви з відеогри Бароні Stardew Valley 2016 року з ілюстраціями від Карі Фрай.

## Опис
«The Official Stardew Valley Cookbook» містить 74 рецепти страв зі Stardew Valley, що розділені на пори року. Заснована на ігровій їжі, книга пропонує варіанти, починаючи від продуктів, вирощених на фермах, і закінчуючи дикими грибами, ягодами та свіжою рибою. Творець Ерік Бароні стверджував, що прагнув принести атмосферу гри в книгу, а також створити відчуття, ніби читач живе в долині Стардю.

## Сприйняття
Ана Діаз із видання Polygon високо оцінила зіставлення їжі з персонажами гри.
Віккі Блейк з Eurogamer захоплено відгукується про чудові ілюстрації та покрокові рецепти страв.